# Pam i Tommy
Pam i Tommy (oryg. Pam & Tommy) – amerykański biograficzny miniserial telewizyjny, komediodramat z 2022 roku na podstawie artykułu w magazynie „Rolling Stone”, Pam and Tommy: The Untold Story of the World's Most Infamous Sex Tape. Jego twórcami byli Evan Goldberg i Seth Rogen. Tytułowe roli zagrali Lily James i Sebastian Stan, a obok nich w głównych rolach wystąpili: Rogen, Nick Offerman i Taylor Schilling.
Serial jest inspirowany wydarzeniami z małżeństwa aktorki Pameli Anderson i perkusisty Tommy’ego Lee. Opowiada o chwilach ich życia, które nastąpiły po wypłynięciu seks-taśmy nagranej prywatnie podczas ich miesiąca miodowego.
Pam i Tommy zadebiutował 2 lutego 2022 roku w serwisie Hulu i spotkał się z pozytywną reakcją krytyków. W Polsce miniseria pojawiła się 14 czerwca 2022 roku na Disney+. 

## Obsada

### Główne role
- Lily James jako Pamela Anderson[1]
- Sebastian Stan jako Tommy Lee[1]
- Seth Rogen jako Rand Gauthier[1]
- Nick Offerman jako Miltie Ingley[1]
- Taylor Schilling jako Erica Gauthier[1]

### Role drugoplanowe
- Pepi Sonuga jako Melanie[1]
- Mozhan Marnò jako Gail Chwatsky[1]
- Fred Hechinger jako Seth Warshavsky[1]
- Mike Seely jako Hugh Hefner[1]
- Paul Ben-Victor jako Richard Alden[1]
- Adam Ray jako Jay Leno[2]
- Medalion Rahimi jako Danielle[3]
- Iker Amaya jako Nikki Sixx[4]
- Chris Mann jako Mick Mars[4]
- Paul Guzman jako Vince Neil[4]
- Paul Sinacore jako Vinny[5]

### Role gościnne
- Andrew Dice Clay jako Louis „Butchie” Peraino[1]
- Spenser Granese jako Steve Fasanella[1]
- Jason Mantzoukas jako głos penisa Tommy’ego Lee[6]
- Don Harvey jako Anthony Pellicano
- Maxwell Caulfield jako Bob Guccione[7]
- Brian Huskey jako Albert[8]
- Larry Brown jako Lonnie[9]
- Zack Gold jako Ace[10]
- Mel Fair jako Barry Nolan[11]
- Candice Mann jako Terry Murphy[11]

## Emisja
Pam i Tommy zadebiutował 2 lutego 2022 roku w serwisie Hulu w Stanach Zjednoczonych, poza Stanami w serwisie Disney+ pod marką „Star”, a w Ameryce Łacińskiej na Star+. W Polsce serial pojawił się 14 czerwca 2022 roku na Disney+.

## Lista odcinków
| Nr | Tytuł                              | Tytuł polski                      | Reżyseria              | Scenariusz                      | Premiera (Hulu) | Premiera w Polsce (Disney+) |
| -- | ---------------------------------- | --------------------------------- | ---------------------- | ------------------------------- | --------------- | --------------------------- |
| 1  | Drilling and Pounding              | Wiercenie i walenie               | Craig Gillespie        | Robert Siegel                   | 2 lutego 2022   | 14 czerwca 2022             |
| 2  | I Love You, Tommy                  | Kocham cię, Tommy                 | Craig Gillespie        | Robert Siegel                   | 2 lutego 2022   | 14 czerwca 2022             |
| 3  | Jane Fonda                         | Jane Fonda                        | Craig Gillespie        | D.V. DeVincentis                | 2 lutego 2022   | 14 czerwca 2022             |
| 4  | The Master Beta                    | Kaseta Mater Beta                 | Lake Bell              | Matthew Bass, Theodore Bressman | 9 lutego 2022   | 14 czerwca 2022             |
| 5  | Uncle Jim and Aunt Susie In Duluth | Wujek Jim i ciocia Susie w Duluth | Gwyneth Horder-Payton  | D.V. DeVincentis, Brooke Baker  | 16 lutego 2022  | 14 czerwca 2022             |
| 6  | Pamela in Wonderland               | Pamela w Krainie Czarów           | Hannah Fidell          | Sarah Gubbins                   | 23 lutego 2022  | 14 czerwca 2022             |
| 7  | Destroyer of Worlds                | Niszczyciel świata                | Lake Bell              | D.V. DeVincentis                | 2 marca 2022    | 14 czerwca 2022             |
| 8  | Seattle                            | Seattle                           | Gwydenth Horder-Payton | Robert Siegel                   | 9 marca 2022    | 14 czerwca 2022             |

## Produkcja

### Rozwój projektu
W 2018 roku Seth Rogen i Evan Goldberg rozpoczęli pracę nad serialem inspirowanym seks-taśmą Pameli Anderson i Tommy’ego Lee w ramach swojego studia produkcyjnego Point Grey Pictures. Reżyserią miał zająć się James Franco. W grudniu 2020 roku Hulu zamówiło ośmo-odcinkowy miniserial Pam & Tommy, jednak do tego czasu Franco opuścił projekt. Głównym scenarzystą został Robert Siegel, a Craig Gillespie został zatrudniony na stanowisku reżysera. Producentami wykonawczymi zostali: Rogen, Goldberg, Siegel, Gillespie, Megan Ellison, James Franco, Dave Franco, Vince Jolivette, Alex McAtee, Ali Krug, Chip Vucelich, James Weaver, Sue Naegle i Dylan Sellers. Produkcją serialu zajęły się: Annapurna Television, Point Grey Pictures, Limelight i Ramona Films.

### Casting
W 2018 roku poinformowano, że James Franco zagra Tommy’ego Lee. Twórcy przez długi czas zmagali się ze znalezieniem aktorki do roli Pameli Anderson. Wraz z zamówieniem serialu przez Hulu wyjawiono, że Lily James i Sebastian Stan zostali obsadzeni w rolach tytułowych postaci. Poinformowano również, że Seth Rogen zagra jedną z głównych ról w serialu. W kwietniu 2021 roku do obsady dołączyli: Nick Offerman, Taylor Schilling, Spenser Granese, Mozhan Marnò, Pepi Sonuga i Andrew Dice Clay. W czerwcu poinformowano, że Fred Hechinger wystąpi w serialu. Inspiracją dla serialu był artykuł z 2014 roku w magazynie „Rolling Stone” zatytułowany Pam and Tommy: The Untold Story of the World's Most Infamous Sex Tape.

## Muzyka
W listopadzie 2021 roku poinformowano, że Matthew Margeson skomponuje muzykę do serialu.

## Odbiór

### Krytyka w mediach
Serial spotkał się z pozytywną reakcją krytyków. W serwisie Rotten Tomatoes 78% z 102 recenzji uznano za pozytywne, a średnia ocen wystawionych na ich podstawie wyniosła 7,3/10. Na portalu Metacritic średnia ważona ocen z 42 recenzji wyniosła 70 punktów na 100.
Alan Sepinwall z „Rolling Stone” napisał, że Pam & Tommy to „sprytne, zabawne i przejmujące ponowne spojrzenie na wydarzenie, które kiedyś wydawało się łatwą puentą dla tabloidów i monologów Jaya Leno“. Terri White z „Empire Magazine” stwierdził, że „w sercu Pam & Tommy jest, co bardzo zaskakujące, prawdziwa szczerość”. Daniel D’Addario z „Variety” ocenił, że „jako dramatyzacja wydarzeń, które przeszły do historii, Pam & Tommy należy do głównego nurtu. Wyróżnia go jednak ciekawość i wrażliwość wobec przedstawionego tematu”. Judy Berman z „Time” stwierdziła, że „tym, co odsuwa Pam & Tommy od bezsensownych, niekonsekwentnych, ale czasami zabawnych drobiazgów w kierunki bardziej cynicznego wymiaru, to, jak na ironię, sporadyczne próby spojrzenia na historię przez feministyczny obiektyw”.